# Valea Ursului
Valea Ursului es una comuna ubicada en el distrito de Neamț, Rumania.

## Superficie
Posee una superficie de 59,64 kilómetros cuadrados.

## Demografía
Hasta 2021 la población era de 3436 habitantes, con una densidad de población de 57,61 habitantes por kilómetro cuadrado.